# Erzincan (province)
La province d’Erzincan est une province de Turquie située dans la région de l'Anatolie orientale. La province est peuplée de populations zazas, mais aussi de populations turques.
Sa préfecture (en turc : valiliği) se trouve dans la ville éponyme d’Erzincan.

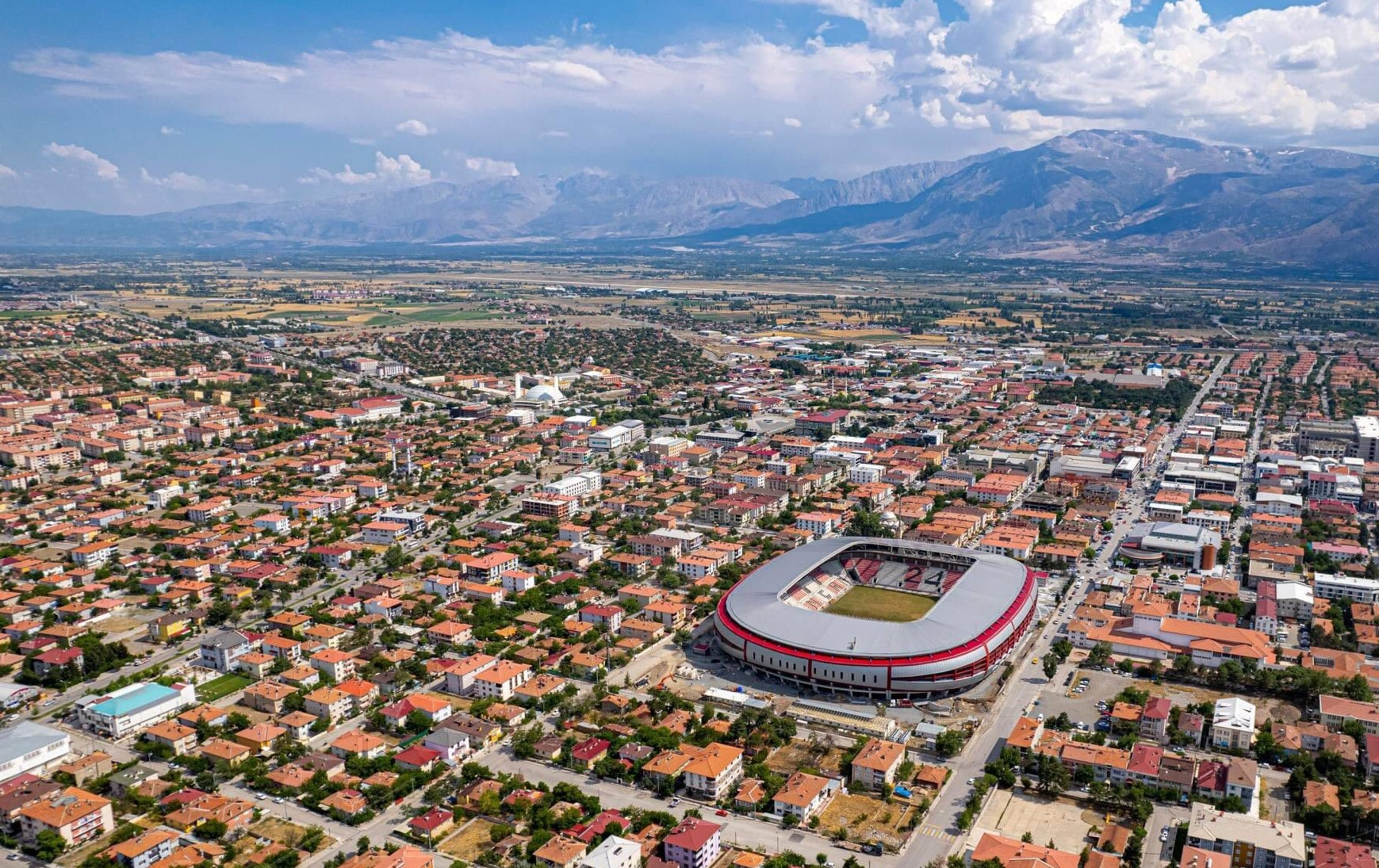
Centre d'Erzincan

## Géographie
La superficie de la province est de 11 974 km2.

## Population
Au recensement de 2000, la province était peuplée d'environ 316 841 habitants, soit une densité de population d'environ 26 hab./km2[réf. nécessaire].
La population est mixte ethniquement, la plupart sont turcs musulmans, avec une minorité zazas alévis .
| 2000    | 2001    | 2002    | 2003    | 2004    | 2005    | 2006    | 2007    | 2008    |
| ------- | ------- | ------- | ------- | ------- | ------- | ------- | ------- | ------- |
| 206 815 | 208 015 | 208 937 | 209 779 | 210 694 | 211 658 | 212 639 | 213 538 | 210 645 |

| 2009    | 2010    | 2011    | 2012    | 2013    | 2014    | 2015    | 2016    | 2017    |
| ------- | ------- | ------- | ------- | ------- | ------- | ------- | ------- | ------- |
| 213 288 | 224 949 | 215 277 | 217 886 | 219 996 | 223 633 | 222 918 | 226 032 | 231 511 |

| 2018    | 2019    | 2020    | 2021    | 2022    | 2023    | - | - | - |
| ------- | ------- | ------- | ------- | ------- | ------- | - | - | - |
| 236 034 | 234 747 | 234 431 | 237 351 | 239 223 | 243 399 | - | - | - |

## Administration
La province est administrée par un préfet (en turc : vali).

## Subdivisions
La province est divisée en neuf districts (en turc : ilçe, au singulier) :
- Çayırlı
- Erzincan
- İliç
- Kemah
- Kemaliye
- Otlukbeli
- Refahiye
- Tercan
- Üzümlü